# Cratere Beaumont
Beaumont è un cratere lunare di 50,69 km situato nella parte sud-orientale della faccia visibile della Luna.
Il cratere è dedicato al geologo francese Jean Baptiste Elie de Beaumont.

## Crateri correlati
Alcuni crateri minori situati in prossimità di Beaumont sono convenzionalmente identificati, sulle mappe lunari, attraverso una lettera associata al nome.
| Beaumont | Coordinate            | Diametro (in km) |
| -------- | --------------------- | ---------------- |
| A        | 16°18′36″S 27°46′48″E | 14,32            |
| B        | 18°42′36″S 26°48′00″E | 15,14            |
| C        | 20°15′00″S 27°55′48″E | 6,02             |
| D        | 17°05′24″S 26°10′12″E | 10,49            |
| E        | 18°53′24″S 27°29′24″E | 16,32            |
| F        | 18°22′12″S 26°35′24″E | 8,9              |
| G        | 20°22′12″S 27°08′24″E | 7,73             |
| H        | 17°04′48″S 28°31′48″E | 3,66             |
| J        | 19°57′S 26°30′E       | 4,85             |
| K        | 17°31′12″S 30°04′12″E | 4,95             |
| L        | 14°27′36″S 30°01′12″E | 4,24             |
| M        | 19°25′48″S 28°37′48″E | 10,22            |
| N        | 16°57′36″S 27°46′12″E | 4,9              |
| P        | 19°55′12″S 29°35′24″E | 16,25            |
| R        | 17°56′24″S 30°43′12″E | 4,1              |